# فرودگاه تلر
فرودگاه تلر  (به انگلیسی: Teller Airport) یک فرودگاه همگانی با کد یاتا TLA است که یک باند فرود شن دارد و طول باند آن ۹۱۴ متر است. این فرودگاه در کشور ایالات متحده آمریکا قرار دارد و در ارتفاع ۹۰ متری از سطح دریا واقع شده است.